# Wiktorija Rodionowna Kan
Wiktorija Rodionowna Kan (russisch Виктория Родионовна Кан, engl. Transkription Victoria Rodionovna Kan; * 3. August 1995 in Taschkent, Usbekistan) ist eine russische Tennisspielerin.

## Karriere
Kan, die ihr Spiel auf Sand- und Hartplätzen bevorzugt, begann im Alter von acht Jahren mit dem Tennis.
Als Juniorin erreichte sie 2014 das Finale des Juniorinnendoppels der French Open, zusammen mit Demi Schuurs, das sie gegen Irina Chromatschowa/Maryna Zanevska mit 4:6 und 5:7 verloren.
Bisher gewann sie während ihrer Karriere 24 Einzel- und 14 Doppeltitel des ITF Women’s Circuits.
2019 gewann sie eine Bronzemedaille im Mannschaftswettbewerb der Damen bei der Sommer-Universiade.
2014 spielte sie für die russische Fed-Cup-Mannschaft ein Match, das sie verlor.

## Turniersiege

### Einzel
| Nr. | Datum              | Turnier             | Kategorie   | Belag     | Finalgegnerin          | Ergebnis              |
| --- | ------------------ | ------------------- | ----------- | --------- | ---------------------- | --------------------- |
| 1.  | Juli 2011          | Bad Waltersdorf     | ITF $10.000 | Sand      | Kateřina Vaňková       | 7:63, 6:1             |
| 2.  | August 2011        | Pörtschach          | ITF $10.000 | Sand      | Diana Šumová           | 4:6, 6:2, 6:3         |
| 3.  | Juli 2012          | Prokuplje           | ITF $10.000 | Sand      | Maria Mokh             | 6:1, 6:2              |
| 4.  | Juli 2012          | Palić               | ITF $10.000 | Sand      | Doroteja Erić          | 6:1, 6:4              |
| 5.  | August 2012        | Bursa               | ITF $10.000 | Sand      | Laura-Ioana Paar       | 7:64, 6:4             |
| 6.  | Oktober 2012       | Sarajevo            | ITF $15.000 | Sand      | Dinah Pfizenmaier      | 4:6, 6:4, 5:2 Aufgabe |
| 7.  | Dezember 2012      | Antalya             | ITF $10.000 | Sand      | Anastassija Wassyljewa | 6:3, 7:5              |
| 8.  | 20. Juli 2013      | Imola               | ITF $25.000 | Teppich   | Ljudmyla Kitschenok    | 3:6, 7:5, 6:2         |
| 9.  | 26. Oktober 2013   | Casablanca          | ITF $25.000 | Sand      | Olha Sawtschuk         | 6:4, 6:4              |
| 10. | 24. November 2013  | Scharm asch-Schaich | ITF $75.000 | Sand      | Nastja Kolar           | 6:4, 6:4              |
| 11. | 15. Februar 2015   | Antalya             | ITF $10.000 | Sand      | Anne Schäfer           | 6:3, 6:4              |
| 12. | 15. März 2015      | Antalya             | ITF $10.000 | Sand      | Anne Schäfer           | 6:1, 6:0              |
| 13. | 19. September 2015 | Butscha             | ITF $10.000 | Sand      | Alexandra Perper       | 4:6, 6:2, 6:0         |
| 14. | 10. April 2016     | Iraklio             | ITF $10.000 | Hartplatz | Cristiana Ferrando     | 6:4, 7:5              |
| 15. | 1. Mai 2016        | Wiesbaden           | ITF $25.000 | Sand      | Laura Schaeder         | 6:2, 4:6, 6:0         |
| 16. | 15. Mai 2016       | La Marsa            | ITF $25.000 | Sand      | Galina Woskobojewa     | 6:4, 6:4              |
| 17. | 17. September 2017 | Kairo               | ITF $15.000 | Sand      | Nuria Párrizas Díaz    | 7:5, 6:3              |
| 18. | 4. November 2017   | Casablanca          | ITF $15.000 | Sand      | Oana Georgeta Simion   | 6:0, 6:3              |
| 19. | 11. November 2017  | Beni Mellal         | ITF $15.000 | Sand      | Federica Arcidiacono   | 6:3, 6:71, 6:1        |
| 20. | 1. Juli 2018       | Jablonec nad Nisou  | ITF $15.000 | Sand      | Magdaléna Pantůčková   | 6:4, 6:1              |
| 21. | 24. Februar 2019   | Antalya             | ITF W15     | Sand      | Irina Fetecău          | 6:2, 6:2              |
| 22. | 3. März 2019       | Antalya             | ITF W15     | Sand      | Camilla Scala          | 6:3, 6:2              |
| 23. | 28. Juli 2019      | Moskau              | ITF W25     | Sand      | Wlada Kowal            | 6:1, 7:62             |
| 24. | 6. April 2025      | Antalya             | ITF W15     | Sand      | Walerija Juschtschenko | 6:710, 6:3, 6:4       |

### Doppel
| Nr. | Datum              | Turnier            | Kategorie   | Belag             | Partnerin           | Finalgegnerinnen                         | Ergebnis         |
| --- | ------------------ | ------------------ | ----------- | ----------------- | ------------------- | ---------------------------------------- | ---------------- |
| 1.  | August 2011        | Innsbruck          | ITF $10.000 | Sand              | Ilona Kramen        | Patricia Haas Veronika Sepp              | 2:6, 6:3, [10:5] |
| 2.  | August 2011        | Pörtschach         | ITF $10.000 | Sand              | Ilona Kramen        | Pia König Yvonne Neuwirth                | 6:1, 6:3         |
| 3.  | Oktober 2011       | Dubrovnik          | ITF $10.000 | Sand              | Barbora Krejčíková  | Martina Kubičíková Dalija Safirowa       | 7:63, 6:0        |
| 4.  | Juni 2012          | Jablonec nad Nisou | ITF $10.000 | Sand              | Kateřina Siniaková  | Martina Borecká Petra Krejsová           | 6:4, 6:3         |
| 5.  | Juli 2012          | Prokuplje          | ITF $10.000 | Sand              | Lucia Butkovská     | Lina Gjorcheska Dalija Safirowa          | 6:0, 2:6, [10:7] |
| 6.  | 24. August 2013    | Sankt Petersburg   | ITF $25.000 | Sand              | Hanna Posnichirenko | Justyna Jegiołka Noppawan Lertcheewakarn | 6:2, 6:0         |
| 7.  | 16. Februar 2015   | Antalya            | ITF $10.000 | Sand              | Ekaterine Gorgodse  | Cornelia Lister Aljona Sotnykowa         | 6:1, 6:0         |
| 8.  | 20. März 2015      | Sevilla            | ITF $25.000 | Sand              | Ekaterine Gorgodse  | Sandra Klemenschits Dinah Pfizenmaier    | 6:3, 6:2         |
| 9.  | 9. April 2016      | Iraklio            | ITF $10.000 | Sand              | Aljona Sotnykowa    | Vlada Ekshibarova Janina Toljan          | 6:1, 6:2         |
| 10. | 9. September 2017  | Kairo              | ITF $15.000 | Sand              | Marija Sotowa       | Federica Joe Gardella Ina Kaufinger      | 6:2, 6:0         |
| 11. | 16. September 2017 | Kairo              | ITF $15.000 | Sand              | Marija Sotowa       | Akiko Okuda Kelly Williford              | 6:3, 6:3         |
| 12. | 7. Oktober 2017    | Jounieh            | ITF $15.000 | Sand              | Marija Sotowa       | Naomi Totka Draginja Vuković             | 6:0, 6:1         |
| 13. | 8. September 2018  | Székesfehérvár     | ITF $15.000 | Sand              | Ingrid Vojčináková  | Tamara Čurović Draginja Vuković          | 7:5, 6:3         |
| 14. | 16. November 2019  | Minsk              | ITF W25     | Hartplatz (Halle) | Anna Morgina        | Suzan Lamens Anastassija Pribylowa       | 7:63, 7:64       |